# ميس بري
ميس بري (الاسم العلمي:Celtis ferarum) هو نوع من النباتات يتبع جنس الميس من الفصيلة القنبية.